# Iwo Jima
Cet article concerne l'île japonaise. Pour les films du même nom, voir Iwo Jima (film) et Lettres d'Iwo Jima.
Pour les articles homonymes, voir Iōjima.
Iōtō ou Iōjima (硫黄島, littéralement « l'île du soufre »)  — plus connue pour des raisons historiques sous la transcription irrégulière Iwo Jima — est une île volcanique japonaise faisant partie de la chaîne Kazan, dans l'archipel Ogasawara (sous-préfecture d'Ogasawara), située en mer des Philippines à environ 1 046 km au sud de Tokyo (24,46° N, 141,18° E). Elle a une superficie d'environ 21 km2 et est étonnamment plate et peu accidentée. Son point culminant est le mont Suribachi, un volcan endormi qui culmine à 169 m d'altitude. Seule partie émergée d'une caldeira sub-océanique bien plus vaste, ce relief est l'unique trace évidente d'une activité passée. L'île est connue en raison de la bataille d'Iwo Jima durant la Seconde Guerre mondiale.

## Toponymie
L'île a été nommée « l'île du soufre » (Sulphur Island) durant le troisième voyage de James Cook. C'est la traduction littérale de son nom officiel.
Iwo Jima était traditionnellement appelée Iwōtō (Iōtō) par les Japonais avant la réforme orthographique de 1946. Une autre prononciation était Iwōjima (Iōjima), où jima est une autre prononciation du kanji « île » (島, tō). Cette prononciation figurait sur les atlas marins.
Les officiers de la marine japonaise qui vinrent fortifier l'île avant l'invasion américaine durant la Seconde Guerre mondiale, la nommèrent par erreur Iwo Jima. De la sorte, la prononciation « Iwo Jima » devint la plus courante et fut employée par les forces américaines lors de l'invasion. Les anciens résidents de l'île protestèrent contre cette appellation et l'Institut d'études géographiques du Japon du ministère du Territoire, des Infrastructures, des Transports et du Tourisme examina la question et annonça officiellement le 18 juin 2007 que la prononciation officielle redeviendrait la version d'avant-guerre, Iōtō. Les réactions pour revenir à l'ancienne prononciation furent provoquées par les films à grand succès Mémoires de nos pères et Lettres d'Iwo Jima. Le changement ne modifie pas la façon dont le nom s'écrit : 硫黄島, uniquement sa prononciation ou sa transcription en hiragana, katakana ou rōmaji.

## Géographie

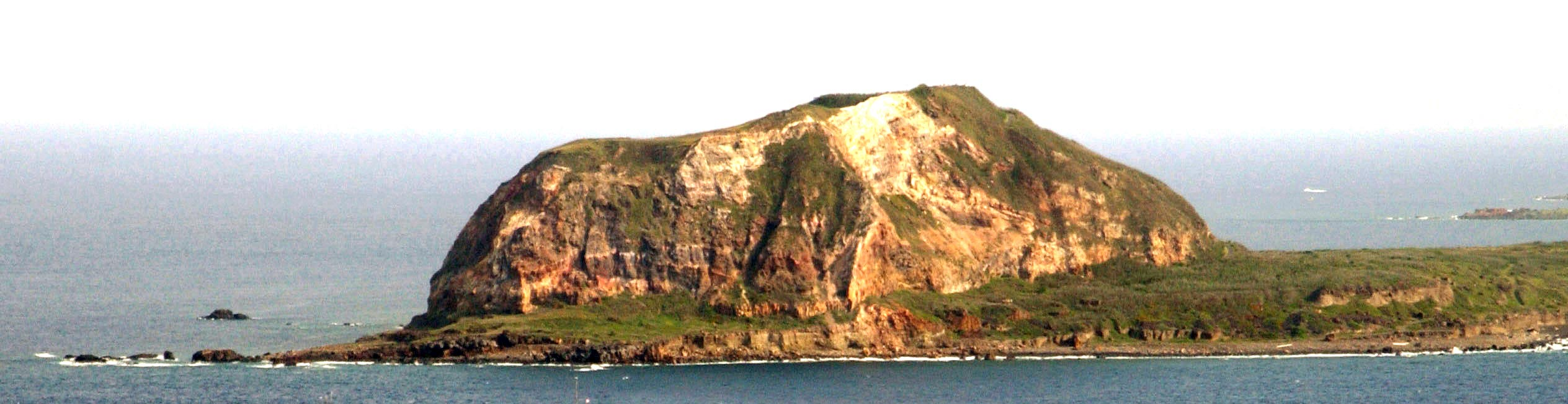
Mont Suribachi sur Iwo Jima.

Au cours du mois d'octobre 2023, des éruptions phréatomagmatiques ont démarré au large de l'île. Elles ont provoqué la naissance d'une nouvelle île.

## Histoire

### Avant-guerre
Avant-guerre, Iwo Jima connaît des activités liées aux mines de soufre et au raffinage du sucre, mais elle ne possède aucun habitant civil permanent et son accès est conditionné à l'obtention d'une permission spéciale. En général, les anciens insulaires, ainsi que les vétérans de guerre, n'accèdent à Iwo Jima que lors des commémorations de la bataille de 1945.

### Bataille d'Iwo Jima
L'île fut le théâtre de la bataille d'Iwo Jima pendant la Seconde Guerre mondiale, du 19 février au 26 mars 1945, à la suite de quoi l'île fut occupée par les États-Unis jusqu'en 1968 avant d'être rendue au Japon. Elle relève depuis de la préfecture de Tokyo. La bataille fut certainement la plus sanglante de la guerre du Pacifique pour les Américains. En effet, l'île était parcourue d'un vaste réseau souterrain et regorgeait de pièges. Les Japonais se battirent quasiment jusqu'au dernier (1 083 survivants sur 20 à 22 000 combattants),. Seuls 8 700 corps de Japonais ont été retrouvés, des recherches étant toujours en cours en 2011.

### Cérémonies du souvenir
Le 19 février 1985, au 40e anniversaire du débarquement des forces américaines sur l'île, les anciens combattants des deux armées autrefois ennemies se sont rassemblés pour une réunion d'honneur à quelques mètres de l'endroit où les US Marines ont touché l'île. Lors des cérémonies de souvenir, une plaque de granite a été dévoilée, où est inscrit le message suivant :

« Au jour du quarantième anniversaire de la bataille d'Iwo Jima, les vétérans américains et japonais se sont à nouveau rencontrés sur les mêmes étendues de sable, cette fois en paix et dans l'amitié. Nous nous souvenons de nos camarades, vivants ou morts, qui se sont battus ici avec honneur et bravoure, et prions ensemble pour que nos sacrifices en ce lieu soient toujours rappelés et ne soient jamais répétés. »

La citation est inscrite sur les deux faces de la plaque, le texte en anglais faisant face au large et celui en japonais regardant l'intérieur des terres où les troupes impériales défendirent leur position. Par la suite, les commémorations nippo-américaines des 50e et 60e anniversaires se déroulèrent au niveau de ce même monument, respectivement en mars 1995 et 2005.

## Bases militaires
Les Forces japonaises d'autodéfense entretiennent une base aéronavale sur l'île d'Iwo Jima, dont la piste d'atterrissage fait 2 650 mètres de long et 60 mètres de large. La Marine japonaise en assure le support matériel, le contrôle du trafic aérien, le ravitaillement et le secours en mer et la Marine américaine l'utilise pour diverses opérations telles que des entraînements aux appontages de nuit sur porte-avions.
En dépit de la politique japonaise qui interdit la présence d'armements atomiques sur le sol japonais, Iwo Jima semble avoir abrité des têtes nucléaires américaines, comme Robert S. Norris, William M. Arkin et William Burr l'ont écrit dans Bulletin of the Atomic Scientists, mais, du fait du secret entourant l'implantation des bases nucléaires américaines, on ne sait pas quand le camp a été utilisé à cet effet.

## Galerie

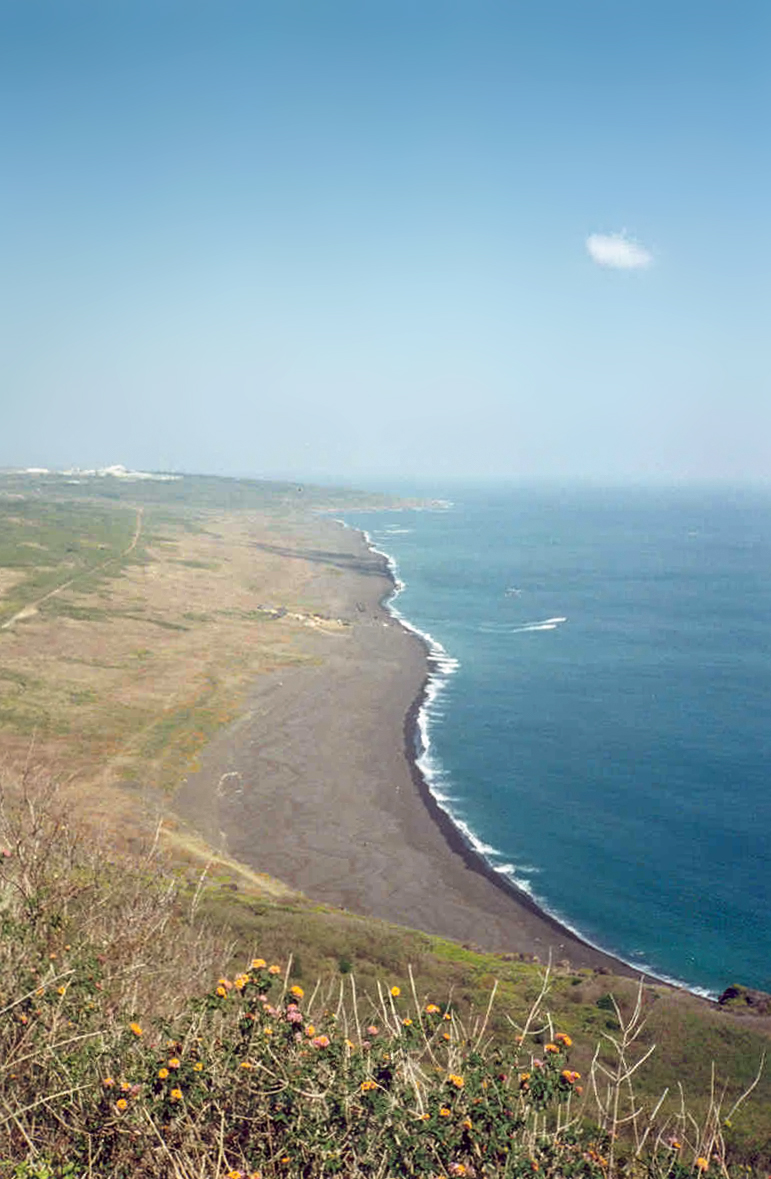
Plage de débarquement vue depuis le sommet du mont Suribachi.
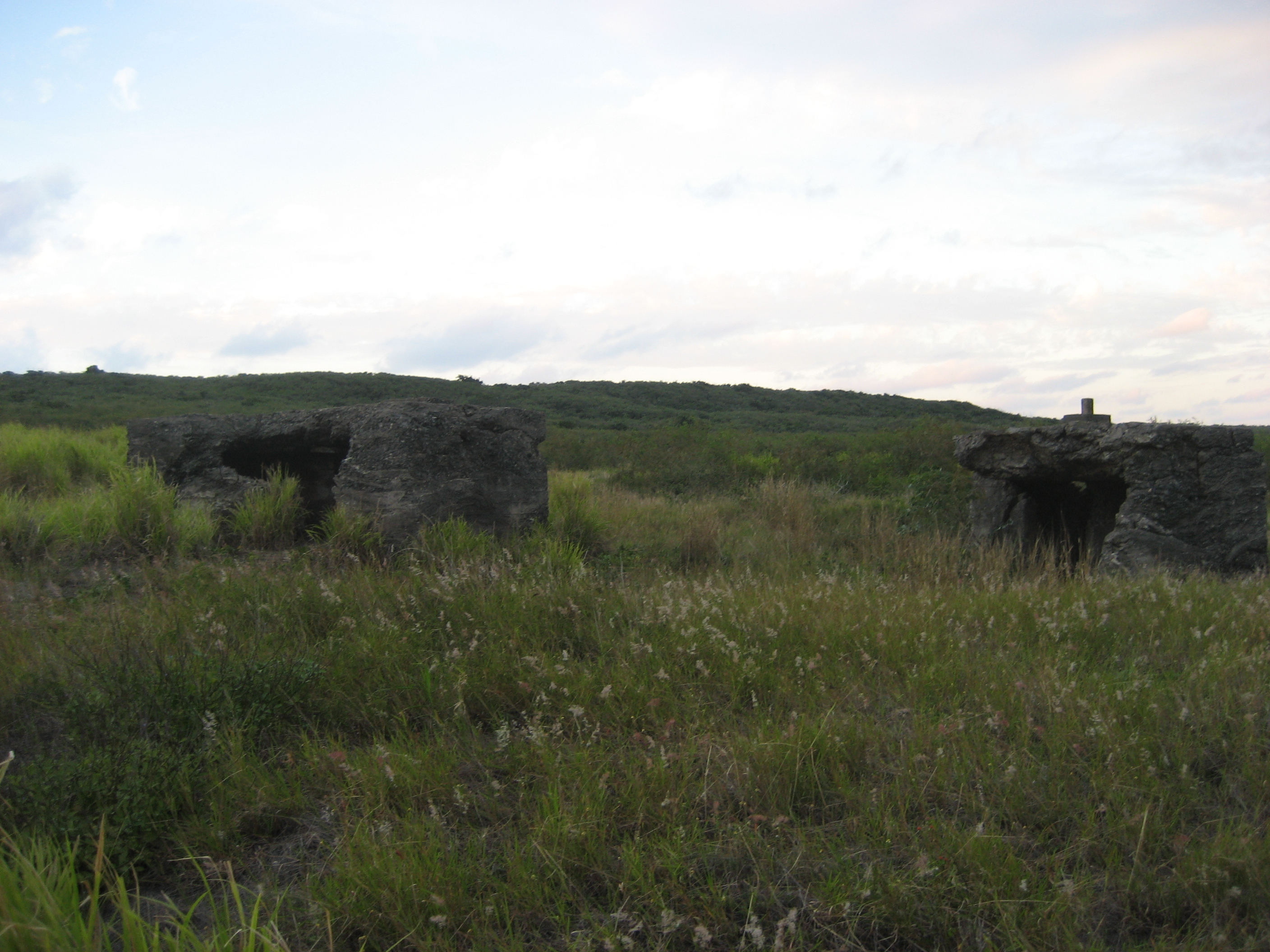
Quelques bunkers restant de la Seconde Guerre mondiale.
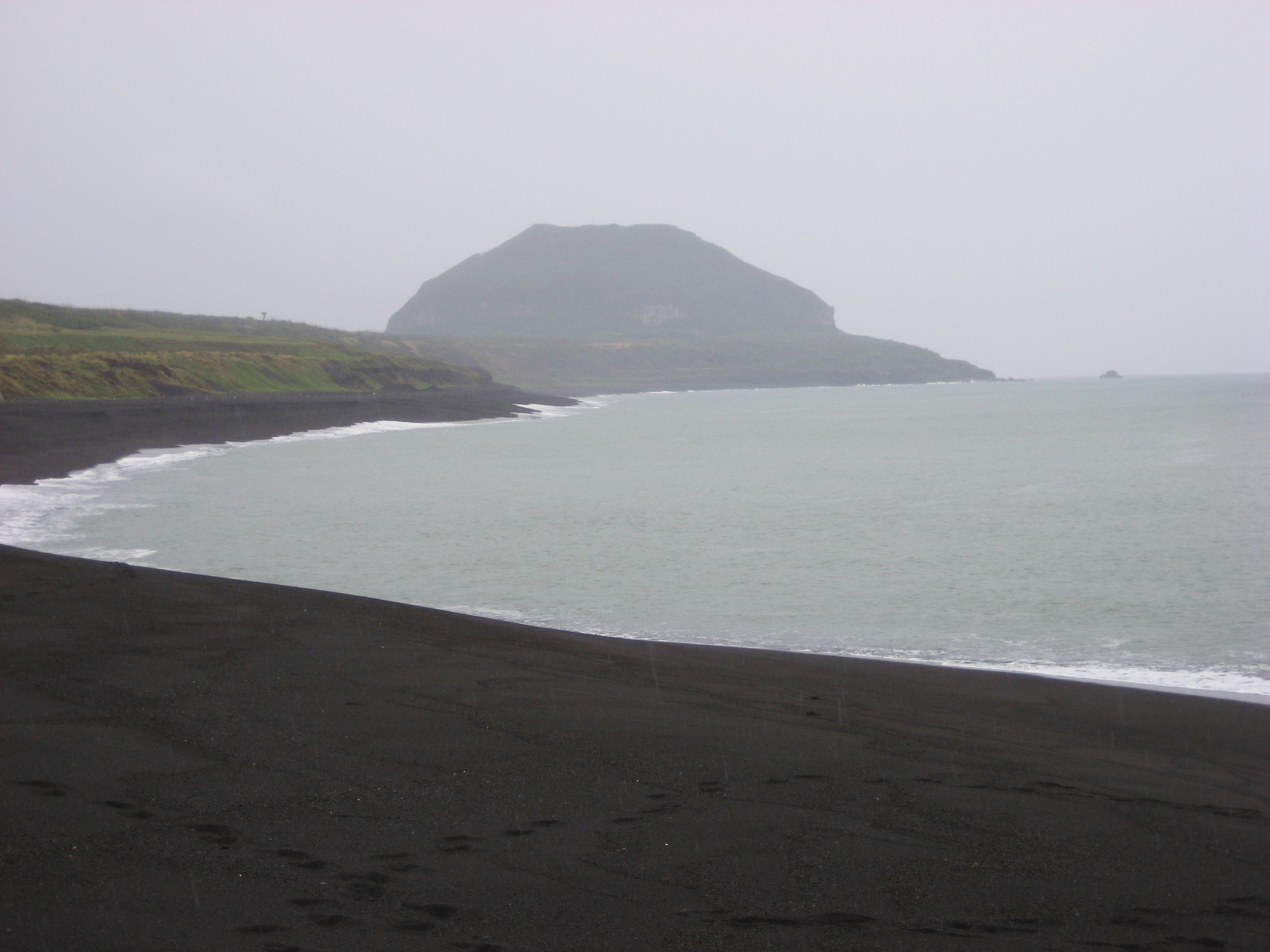
Vue du mont Suribachi depuis une plage de la côte ouest de l'île.
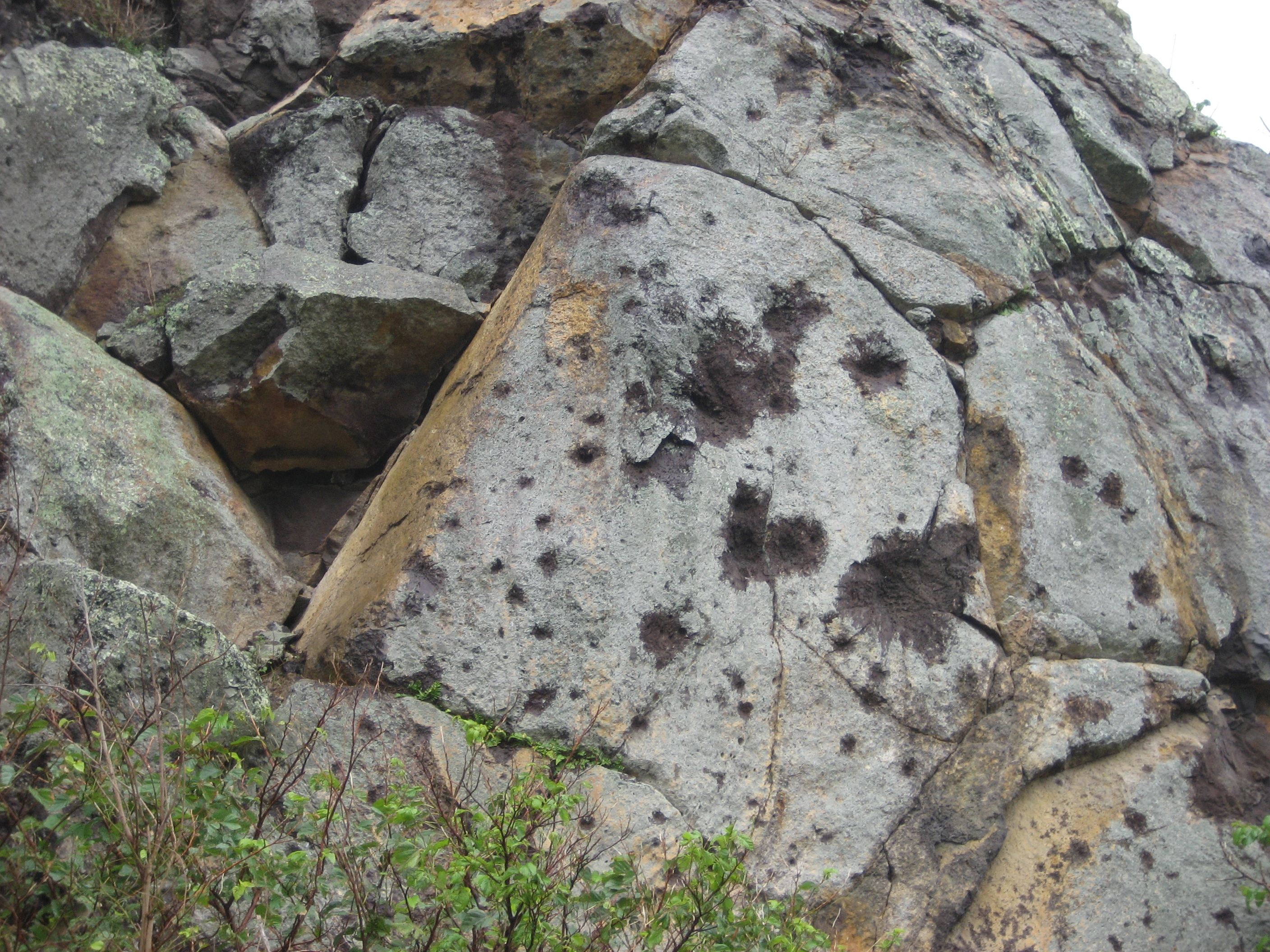
Vue en gros plan du mont Suribachi avec les traces des impacts d'obus de la bataille d'Iwo Jima.
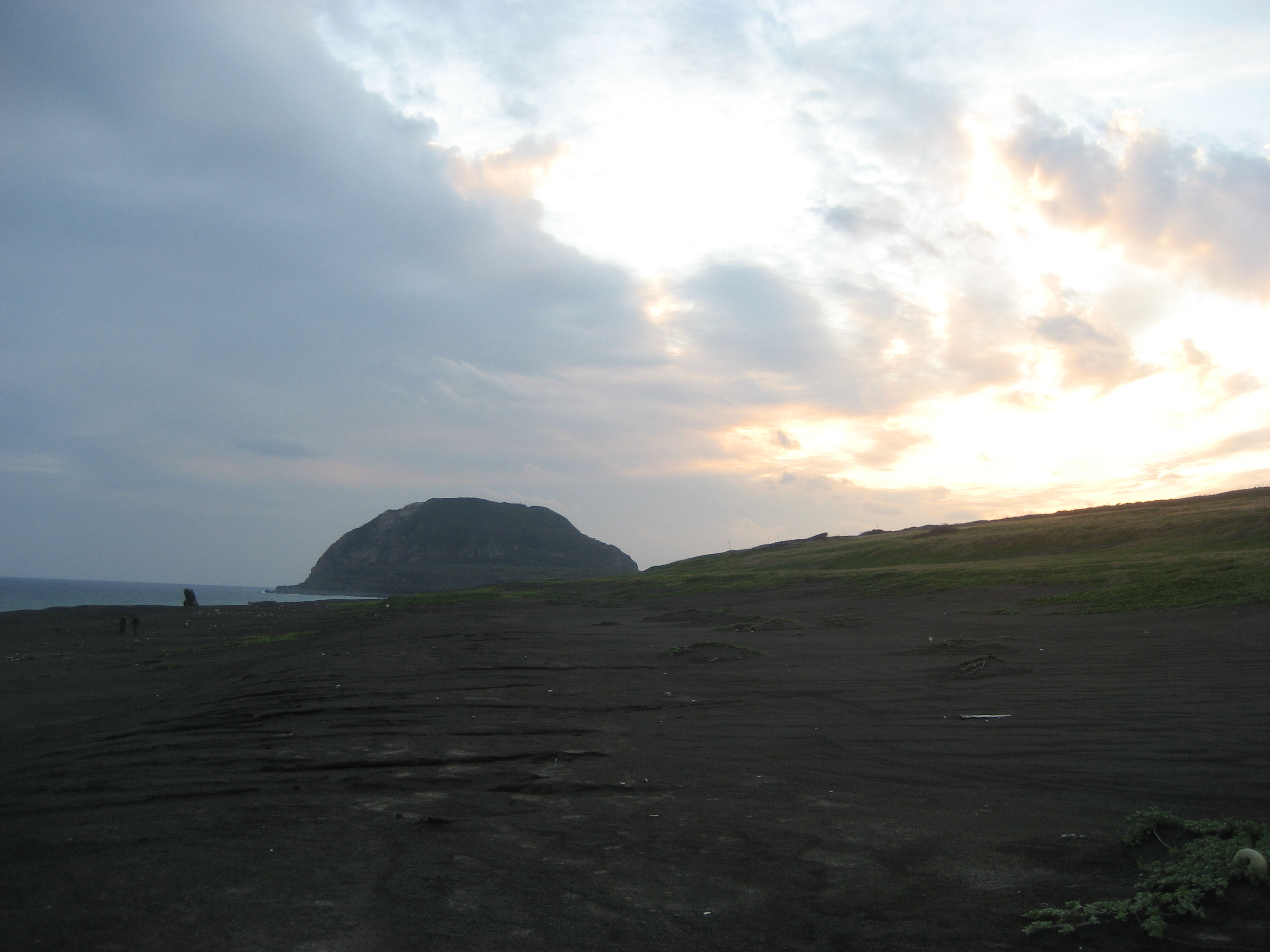
Coucher de soleil sur Iwo Jima depuis la plage de débarquement.